# Alpiscorpius alpha
Alpiscorpius alpha ist eine Skorpionart aus der Familie der Euscorpiidae. Das relativ kleine Verbreitungsgebiet der mit weniger als 30 mm Länge sehr kleinen Art ist auf die südlichen Alpen beschränkt. Ursprünglich zur Gattung Euscorpius zugehörig, wurden 2019 einige neue Skorpionarten beschrieben und im Zuge dessen die neue Gattungsart Alpiscorpius eingeführt.

## Merkmale
Mit weniger als 30 mm Länge ist A. alpha eine der kleinsten Arten der Gattung Euscorpius. Schweizer Männchen aus Populationen unterschiedlicher Herkunft hatten mittlere Längen zwischen 19,9 und 23,3 mm, die etwas größeren Weibchen erreichten im Mittel 21,0 bis 26,4 mm. Die Tiere sind fast einfarbig schwarz, nur Bauchseite und Telson sind etwas heller.
A. alpha unterscheidet sich von den anderen Arten der Gattung durch die fehlende Kielung der Segmente des Mesosoma sowie durch meist 6, selten 7 Trichobothrien an der Unterseite der Pedipalpenhand (Chela manus). Die morphologischen Unterschiede zwischen A. alpha und der sehr eng verwandten Art Euscorpius germanus sind sehr gering, A. germanus hat an der Unterseite der Pedipalpenhand im Normalfall 5 Trichobothrien.

## Verbreitung und Lebensraum
Das relativ kleine Verbreitungsgebiet ist auf die südlichen Alpen in der Schweiz und Italien beschränkt. In der Schweiz kommt die Art nur in den Südtälern Graubündens (Puschlav, Bergell) und Wallis (Simplon) vor, dazu im Sottoceneri, in Italien überwiegend westlich der Etsch in den Regionen Piemont, Lombardei und Trentino-Südtirol.
A. alpha bewohnt in der Schweiz etwa zu gleichen Teilen naturnahe und stark anthropogen beeinflusste Habitate. Erstere sind vor allem Kastanienwälder und Buchen- und andere Laubwälder, seltener andere Waldtypen wie Lärchenwälder und Vorwälder sowie Steinschutt- und Geröllfluren. Die anthropogenen Lebensräume sind vor allem spaltenreiche Bruchsteinmauern innerhalb und außerhalb von Siedlungen. Die Art kommt in der Schweiz und in Italien bis in Höhenlagen von 1800 bis 1900 m vor.

## Systematik
A. alpha wird zusammen mit vier anderen Arten der Gattung Euscorpius in die Untergattung Alpiscorpius gestellt. E. alpha wurde erst im Jahr 2000 aufgrund genetischer Untersuchungen als eigene Art anerkannt, das Taxon wurde bis dahin als Unterart von E. germanus betrachtet. Im Zuge einer Studie von 2019 wurde die neue Gattung Alpiscorpius eingeführt.

## Lebensweise
A. alpha dürfte wie wohl alle Arten der Gattung Euscorpius Gliederfüßer jeder Art in der passenden Größe fressen. Zur Ernährung im Freiland ist sehr wenig bekannt, in der Schweiz wurden als Beutetiere Feldgrillen, Asseln und Raupen nachgewiesen.
Weibchen mit Jungtieren wurden im Freiland bisher nur im August und September beobachtet, auch die Paarungen finden offenbar nur in diesem Zeitraum statt. Demnach bekommen die Tiere wohl nur einmal im Jahr Junge, wobei die Tragzeit 11–11,5 Monate dauert. A. alpha ist wie alle Skorpione lebendgebärend (vivipar), die Jungtiere reißen sofort nach der Geburt ihre Embryonalhaut auf und klettern auf den Rücken der Mutter. Die Anzahl der Jungtiere ist nur von trächtigen Wildfängen bekannt, deren Junge im Labor zur Welt kamen; hier lag die Jungtierzahl je Weibchen zwischen 1 und 18, das Mittel bei verschiedenen Populationen zwischen 10 und 16 Jungtieren. Wie bei Skorpionen üblich verlassen die jungen Skorpione ihre Mutter nach der ersten Häutung, diese erfolgt bei E. alpha nach 5 bis 7 Tagen.
Nach Gefangenschaftsbeobachtungen benötigen Männchen 4–5, Weibchen 5–6 Häutungen bis zur Geschlechtsreife. Nach Braunwalder dürften die Tiere im Freiland dann ein Alter von mindestens 1,5 (Männchen) beziehungsweise mindestens 2 Jahren (Weibchen) haben. Beide Geschlechter haben im Normalfall wohl eine Lebenserwartung von 3 bis 4 Jahren. Angaben zu natürlichen Feinden oder Parasiten liegen aus dem Freiland nicht vor.

## Gefährdung
Die Gefährdungssituation wird in verschiedenen Gebieten unterschiedlich eingeschätzt. In Italien gilt die Art als ungefährdet, in der Schweiz als gefährdet. Für die Schweiz sieht Braunwalder die Hauptgefährdungsfaktoren im raschen Zuwachsen von offenen Halbtrockenstandorten, in Erosion und Erdrutschen, in der landwirtschaftlichen Intensivierung sowie in der Zerstörung der von der Art präferierten Trockenmauern durch Neu- und Umbauten von Gebäuden, Straßen, Stützmauern usw.